# Génération (sciences sociales)
Pour les articles homonymes, voir Génération.

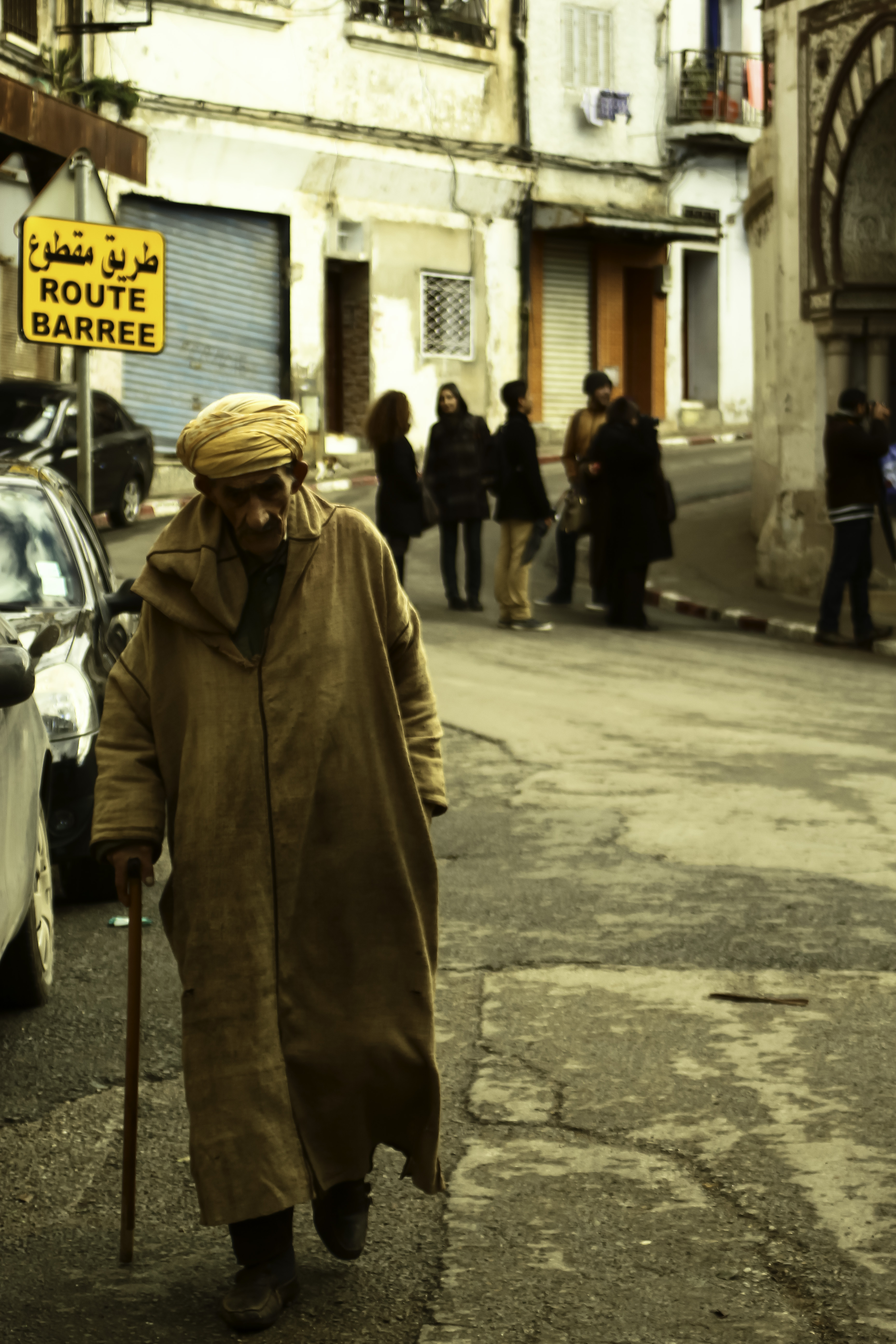
Rupture entre les générations (Oran, Algérie, 2015).

La génération est un concept en sciences sociales utilisé en démographie pour désigner une sous-population dont les membres, ayant à peu près le même âge ou ayant vécu à la même époque historique, partagent un certain nombre de pratiques et de représentations du fait de ce même âge ou de cette même appartenance à une époque.
Notamment en sociologie, démographie et psychologie, une génération est un groupe identifié selon sa tranche d'âge, soit pour étudier et décrire le développement biologique et psychologique des âges de la vie, soit pour établir un classement historique d'ensembles de personnes ayant été influencée dans leur construction par des événements vécus lors d'un certain âge (une cohorte démographique liée aux dates de naissance).

## Définitions

### Concept général
Au début du XXe siècle, Wilhelm Dilthey définit la génération de la manière suivante :

« Un cercle assez étroit d'individus qui, malgré la diversité des autres facteurs entrant en ligne de compte, sont reliés en un tout homogène par le fait qu'ils dépendent des mêmes grands événements et changements survenus durant leur période de réceptivité. »

La durée d’une génération humaine correspond généralement au cycle de renouvellement d’une population adulte apte à se reproduire, à savoir environ 25 ans. Selon Hérodote trois générations valent cent ans.
La sociologie historique des générations a trouvé une première élaboration théorique avec Karl Mannheim (1893-1947). Celui-ci les définissait comme des sous-ensembles, s’opposant par leur orientation politico-idéologique, représentées par des «groupes concrets » portés par des leaders actifs en qui elles se reconnaissent et qui en sont les porte-parole.
Le sociologue français Gérard Mauger s'est appuyé sur les travaux de Karl Mannheim et de Pierre Bourdieu pour développer la notion de génération au sein des sciences sociales,. Dans le langage commun les générations opposent les jeunes, les adultes et les personnes âgés, néanmoins, ces classes d’âges sont traversées par les divisions sociales et l’on n'est pas jeune, adulte, âgé, de la même manière selon le groupe social auquel on appartient : un jeune issu des classes populaires n’a pas la même jeunesse qu’un jeune issu des classes aisées,. En outre, selon Claudine Attias-Donfut ou Serge Guérin par exemple, il existe également d'autres disparités entre personnes de même génération et de même classe sociale. Enfin, toujours selon ces deux sociologues, les générations définies ne sont pas cloisonnées et entièrement opposées, les limites sont relativement arbitraires et des solidarités existent entre générations. Par conséquent lorsqu'on parle d'une « nouvelle génération de jeunes », il s'agit d'un artéfact.
La notion de « génération » recouvre les générations familiales et les générations sociales (par exemple la « génération de mai 68 » ou la « génération de la crise »).

### Générations familiales
La question des générations familiales (les grands-parents, les parents, les enfants..) renvoie à la question de la reproduction sociale : comment se reproduisent sociologiquement les familles ? Quelles sont les stratégies familiales de reproduction ? On ne se reproduit pas de la même manière selon que l'on transmet un héritage fondé sur le capital économique ou le capital culturel ou sur l'absence de tous capitaux. Il existe par conséquent des modes différents de production et de reproduction des générations : par exemple, à la différence du capital économique où la transmission entre le détenteur et l'héritier est directe, la transmission du capital culturel exige un travail d'inculcation et d'assimilation,.
Dans les classes populaires la transmission du patrimoine matériel et culturel est très faible : dans la société française d'aujourd'hui, près du tiers des ménages ne disposent, pour ainsi dire, d'aucun patrimoine économique et plus de 60 % de la population en âge de procréer et de transmettre – entre vingt-cinq et quarante-neuf ans – sont détenteurs d'un diplôme inférieur ou égal au baccalauréat. Le capital culturel joue un rôle décisif sur la réussite scolaire et donc sur les inégalités de réussite : le baccalauréat général, par exemple, ne concerne qu'un tiers des enfants d'ouvriers, contre les trois quarts des enfants de cadres ou de professions libérales.
La reproduction sociale renvoie donc à la transmission de la position sociale. Le décalage entre, par exemple, la position sociale du père et du fils peut être une source de tension et créer des conflits entre les générations.

### Générations sociales

Chronologie des générations dans le monde occidental selon Pew Research Center.

Les générations sociales sont le produit d'un contexte social et historique spécifique, d'un évènement fondateur qui construisent une « mentalité particulière », « une façon de sentir et de penser déterminée », des goûts et des pratiques sociales communs. Chaque génération se distingue des autres par les influences qu'elle a reçues et le contexte particulier dans lequel elle a été façonnée. Ces différents « modes de génération » engendrent : « des schèmes de perception, de représentation et d'actions » communs, un « habitus » et un « style de génération »,.
Pour éviter que la notion de génération soit un concept fourre-tout regroupant des réalités très différentes, il faut limiter son emploi à des groupes sociaux particuliers : générations de jeunes des classes populaires ou génération de jeunes des classes bourgeoises, générations d'ouvriers ou de cadres, générations politiques, générations d'intellectuels, générations d'artistes…
Lorsque l'on parle par exemple de la « génération de la crise », on tend à englober des situations très diverses puisque tous les jeunes n’ont pas été touchés de la même manière par la crise. Cela amène Gérard Mauger à analyser les « générations de la crise » issues des classes populaires : depuis la fin des années 1970, le monde ouvrier s'est défait : désindustrialisation, fin du plein emploi, disqualification du travail manuel au sein d’un contexte de massification scolaire et d'inflation des diplômes ainsi que de raréfaction de l’emploi non qualifié. La disparition progressive des emplois sans qualification fondés sur la simple force physique et l'extension des études où les diplômes dévalués ne débouchent pas toujours sur les emplois correspondants ont engendré une crise de reproduction ouvrière depuis la fin des années 1970,. Un individualisme négatif (l’envers d’un individualisme positif porteur d’émancipation, voir Robert Castel) s'est développé et isole des individus démunis, privés du soutien que leur procuraient autrefois le collectif de travail et les solidarités de proximité.
Enfin, Gérard Mauger a travaillé sur le cas de la « génération 68 » issue des évènements de Mai 68 qu'il a lui-même vécu (voir biographie). En s'appuyant ici aussi sur Karl Mannheim il a montré que ce sont les porte-paroles (souvent auto-proclamés) des générations qui les font exister comme un tout cohérent.

#### Liste de générations sociales
- Génération perdue, génération liée au mouvement littéraire américain du même nom (nés entre 1883 et 1900)
- Génération grandiose (nés entre 1901 et 1927)
- Génération silencieuse (nés entre 1928 et 1945)
- Baby boomer, génération issue du baby boom (nés entre 1946 et 1964)
  - OK Boomer, expression visant à critiquer les baby boomers en particulier concernant leur empreinte écologique
- Génération X (nés entre 1965 et 1979/1980)
  - Xennials, personnes se situant entre les générations X et Y
- La Génération Y, aussi appelée « milléniaux » (millenials, en anglais), regroupe les personnes nées entre le début des années 1980 et le milieu des années 1990 (généralement entre 1981 et 1996 ou entre 1980 et 1994). Elle est marquée par l'avènement d'Internet, des réseaux sociaux, et la transition vers un monde numérique[21],[22].
  - Génération fraise, expression visant à critiquer la génération Y à Taïwan
  - Génération Sampo, expression désignant des personnes qui ont renoncé à certaines choses en Corée du Sud
  - Génération Snowflake, expression visant à critiquer les générations Y et Z dans le monde anglo-saxon
  - Génération C, ensemble des générations dites « enfant du numérique » (Y, Z, Alpha, ...) ou ensemble des personnes utilisant beaucoup et habilement les technologies électroniques
- La Génération Z, souvent appelées « Zoomers », regroupe les personnes nées entre la fin des années 1990 et le début des années 2010, généralement entre 1997 et 2012[23]. Elle est notamment marquée par l'essor des technologies de l'information.
- La Génération Alpha regroupe les personnes nées à partir du début des années 2010, jusqu'au milieu des années 2020. Elle est caractérisée par une immersion totale dans les technologies numériques dès la naissance[24].

## La théorie générationnelle de Strauss-Howe
Cette théorie générationnelle, inventée par les américains William Strauss (en) et Neil Howe (en), a pour objet les générations qui se sont succédé au cours de l'histoire des États-Unis. Depuis sa création, elle couvre plus de 24 générations anglo-américaines. Chaque génération qui se déclenche dure en moyenne de 20 à 22 ans. Le concept se dispose d'un saeculum aux chaque quatre archétypes (prophète, nomade, héros et artiste) qui sont accompagnés de tournants sur des événements qui ont marqué chaque génération (le haut, l'éveil, le démêlé et la crise)[pas clair].
Cependant, les auteurs, dans leur travail, ont mentionné que les frontières sont floues et que la vitesse de leur développement, comme les saisons, ne peut pas être prédite, comme il s'est avéré plus tard, leur prédiction était vraiment justifiée. Après l'étude de cette théorie générationnelle par les principaux centres de recherche, les limites des dates de naissance entre les générations ont en effet été révisées et modifiées.
Ce modèle de génération est utilisé dans les médias, le marketing et la publicité du monde occidental soit en Amérique, Australasie et Europe de l'Ouest.
Description de la version originale de la théorie des générations formulée par l'auteur:
| Saeculum        | Génération      | Archétype | Naissance    | Tournant | Durée        |
| --------------- | --------------- | --------- | ------------ | --- | ------------ |
| Moyen Âge       | Arthurienne     | Héros     | 1433-1460    | Démêlé : Guerre de Cent Ans                                                                                        | 1435-1459    |
| Moyen Âge       | Humaniste       | Artiste   | 1461-1482    | Crise : Guerre des Deux-Roses                                                                                      | 1459-1497    |
| Réforme         | Réformiste      | Prophète  | 1483-1511    | Haut : Renaissance anglaise                                                                                        | 1497-1517    |
| Réforme         | Représailles    | Nomade    | 1512-1540    | Éveil : Réforme protestante                                                                                        | 1517-1542    |
| Réforme         | Élisabéthaine   | Héros     | 1541-1565    | Démêlé : Contre-Réforme et Réforme anglaise                                                                        | 1542-1569    |
| Réforme         | Parlementaire   | Artiste   | 1566-1587    | Crise : Invincible Armada                                                                                          | 1569-1594    |
| Nouveau Monde   | Puritaine       | Prophète  | 1588-1617    | Haut : Merry England                                                                                               | 1594-1621    |
| Nouveau Monde   | Cavaliers       | Nomade    | 1618-1647    | Éveil : puritanisme                                                                                                | 1621-1649    |
| Nouveau Monde   | Glorieuse       | Héros     | 1648-1673    | Démêlé : Restauration anglaise                                                                                     | 1649-1675    |
| Nouveau Monde   | Éclarcissante   | Artiste   | 1674-1700    | Crise : Glorieuse Révolution                                                                                       | 1675-1704    |
| Révolutionnaire | Éveillante      | Prophète  | 1701-1723    | Haut : littérature augustéenne                                                                                     | 1704-1727    |
| Révolutionnaire | Libertaine      | Nomade    | 1724-1741    | Éveil : premier grand réveil                                                                                       | 1727-1746    |
| Révolutionnaire | Républicain     | Héros     | 1742-1766    | Démêlé : Guerre de la Conquête                                                                                     | 1746-1773    |
| Révolutionnaire | Compromiste     | Artiste   | 1767-1791    | Crise : Révolution américaine                                                                                      | 1773-1794    |
| Guerre Civile   | Transcendantale | Prophète  | 1792-1821    | Haut : époque des « bons sentiments »                                                                              | 1794-1822    |
| Guerre Civile   | Gilded          | Nomade    | 1822-1842    | Éveil : second grand réveil                                                                                        | 1822-1844    |
| Guerre Civile   | Guerre civile   | Héros     | 1822-1842    | Démêlé : Guerre américano-mexicaine et Sectionalisme                                                               | 1844-1860    |
| Guerre Civile   | Progressiste    | Artiste   | 1843-1859    | Crise : Guerre de Sécession                                                                                        | 1860-1865    |
| Grand Pouvoir   | Missionnaire    | Prophète  | 1860-1882    | Haut : Reconstruction et Gilded Age                                                                                | 1865-1886    |
| Grand Pouvoir   | Perdue          | Nomade    | 1883-1900    | Éveil : troisième grand réveil                                                                                     | 1886-1908    |
| Grand Pouvoir   | Grandiose       | Héros     | 1901-1924    | Démêlé : Première Guerre mondiale et Prohibition                                                                   | 1908-1929    |
| Grand Pouvoir   | Silencieuse     | Artiste   | 1925-1942    | Crise : Grande Dépression et Seconde Guerre mondiale                                                               | 1929-1946    |
| Millénaire      | Baby boomer     | Prophète  | 1943-1960    | Haut : capitalisme                                                                                                 | 1946-1964    |
| Millénaire      | 13ième          | Nomade    | 1961-1981    | Éveil : contre-culture et quatrième grand réveil                                                                   | 1964-1984    |
| Millénaire      | Millenials      | Héros     | 1982-2005    | Démêlé : grande modération et guerres culturelles                                                                  | 1984-2008    |
| Millénaire      | Homeland        | Artiste   | 2006-présent | Crises : crise économique mondiale, guerre contre le terrorisme, crise climatique, crise sanitaire de la Covid-19, | 2008-présent |